# Никс, Гарт

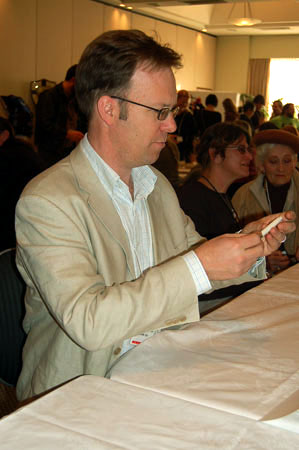
Гарт Никс

Гарт Никс (англ. Garth Nix, р. 19 июля 1963) — австралийский писатель-фантаст, пишет для подростков. Лауреат австралийской фантастической премии Aurealis.

## Биография
Гарт Никс родился 19 июля 1963 года в Мельбурне, Австралия. Он вырос в Канберре, государственной столице Австралии. Поработав немного на австралийское правительство, Гарт Никс отправился в длительную поездку по Европе, а вернувшись домой в 1983 году, стал изучать литературное мастерство в университете Канберры. В этот же период времени он четыре года прослужил солдатом на полставки («воскресным воином») в резерве австралийской армии.
Получив степень бакалавра в 1986 году, он некоторое время работал в книжном магазине, а затем переехал в Сидней и увяз в трясине издательской промышленности, постепенно перерос из менеджера по продажам сначала в публициста, а к 1991 году — в старшего редактора в крупном международном издательстве.
Оставив всё это в 1993 году ради поездки по Восточной Европе, Ближнему Востоку и Азии, Гарт Никс в 1994 году вернулся в Сидней и стал пиар-консультантом. В 1996 году он с двумя партнёрами основал собственную компанию, «Gotley Nix Evans Pty Ltd». У него просто не оставалось другого выхода, поскольку места лесорубов, геологов, водолазов и работников столовых были уже заняты другими писателями.
В январе 1998 года Гарт Никс отошел от дел «Gotley Nix Evans» и занимался только творчеством до мая 1999. Затем он устроился агентом-совместителем в крупнейшее в Австралии литературное агентство «Curtis Brown», но с 2002 вновь стал свободным писателем. В настоящее время живёт в Сиднее с женой Анной и двумя сыновьями, Томасом и Эдвардом.
Помимо романов Гарт Никс писал театрализованные ресторанные шоу (в соавторстве с друзьями), рассказы и четыре книги в серии «Очень Умный Ребенок». Ему также принадлежит новеллизация эпизода «The Calusari» из «Секретных материалов», опубликованная в «HarperTrophy» в июне 1997 года.

## Книги

### Книжные серии
- The Keys to the Kingdom
  1. Mister Monday (2003);
  2. Grim Tuesday (2004);
  3. Drowned Wednesday (2005);
  4. Sir Thursday (2006);
  5. Lady Friday (2007);
  6. Superior Saturday (2008);
  7. Lord Sunday (2010).
- Старое королевство (The Old Kingdom)
  1. Сабриэль (1995) (Sabriel)
  2. Лираэль (2001) (Lirael)
  3. Аборсен (2003) (Abhorsen)
  4. За Стеной (2005) (Across the Wall: A Tale of the Abhorsen and Other Stories)
  5. Тварь в витрине (2005) (The Creature in the Case)
  6. Клариэль (2014) (Clariel)
- The Seventh Tower
  1. The Fall (2000);
  2. Castle (2000);
  3. Aenir (2001);
  4. Above the Veil (2001);
  5. Into Battle (2001);
  6. The Violet Keystone (2001).
- Very Clever Baby
  1. Very Clever Baby’s First Reader (1988);
  2. Very Clever Baby’s Ben Hur (1988);
  3. Very Clever Baby’s Guide to the Greenhouse Effect (1992);
  4. Very Clever Baby’s First Christmas (1998).

### Отдельные романы
- The Ragwitch (1990);
- Shade’s Children (1997);
- Serena and the Sea Serpent (2006)

### Сборники
- One Beastly Beast (2007)

На русском языке
- Сабриэль / Пер. с англ. К. Сошинской; Ил. А. Филиппова. — М.: АСТ: Астрель, 2002. — 333 с.
- Лираэль / Пер. с англ. О. Лозовской. — М.: АСТ: Ермак, 2005. — 495 с.
- Аборсен / Пер. с англ. К. Сошинской. — М.: АСТ: Ермак, 2005. — 348 с.
- За стеной. — М.: АСТ: Астрель, 2007. 288 с.
- Мистер Понедельник. Эксмо, 2005, 480 с, пер. М.Семеновой
- Мрачный Вторник. Эксмо, 2006, 416 с, пер. М.Семеновой
- Тряпичная ведьма. АСТ, 2008, пер. О.Васильевой